# Aplestobroma
Aplestobroma is een vliegengeslacht uit de familie van de roofvliegen (Asilidae).

## Soorten
- A. avidum Hull, 1958